# Unenlagiinae
Podčeleď unenlaginů je skupinou dravých (teropodních) dinosaurů patřících do čeledi Unenlagiidae (dříve Dromaeosauridae). Byli to aktivní a rychlí lovci obvykle menších rozměrů, velmi podobní ptákům. Pravděpodobně byli všichni opeření a někteří možná dokázali využívat klouzavý let (například rod Rahonavis). Jejich fosilní pozůstatky byly dosud objeveny v Asii, Jižní Americe i na Madagaskaru. Žili v období pozdní křídy, zhruba před 94 až 70 miliony let. Typový rod Unenlagia byl formálně popsán v roce 1997.
Je také možné, že do této podčeledi spadal problematický severoamerický taxon Dakotaraptor steini.

## Zástupci
- Austroraptor
- Buitreraptor
- Diuqin
- Imperobator[3]
- Neuquenraptor
- Pamparaptor?
- Rahonavis?
- Unenlagia
- Unquillosaurus
- Ypupiara